# مهرجان الرباط الدولي لسينما المؤلف
مهرجان الرباط الدولي لسينما المؤلف هو تظاهره سنوية أسست في عام 1994 في العاصمة المغربية.
المسابقة الرسمية مفتوحة على التجارب والجغرافيات السينمائية العالمية المختلفة التي تتماشى والخط العام للمهرجان الطامح لتكريس سينما المؤلف.

## وصلات خارجية
- الموقع الرسمي لمهرجان الرباط الدولي لسينما المؤلف